# 斟鄩
斟鄩，中国古代地名，是史书《左传》、《竹书纪年》等中出现的夏朝的王都，其真实性有待于考古发现。有说法认为二里头遗址即是斟鄩故址。斟鄩同时也是夏朝的同姓诸侯国，其故址约在今山东潍坊西南寿光、坊子一带。另有斟鄩位於今河南的說法。
斟鄩又作㘰（音同“斟”）鄩、斟寻、鄩。

## 史籍记载
- 《逸周书·度邑》：“自洛汭，延于伊汭，居易无固，其有夏之居。”
- 古本《竹书纪年》：“太康居斟鄩，羿又居之，桀亦居之。”
- 今本《竹书纪年》：“仲康居斟鄩。”